# Rzędziany
Rzędziany [ʐɛnˈd͡ʑanɨ] est un village situé dans la voïvodie de Podlachie, au nord-est de la Pologne. 

## Géographie
Rzędzian se situe à environ neuf kilomètres au sud-est de Tykocin et à 21 kilomètres à l'ouest de la capitale régionale Białystok et appartient à la gmina de Tykocin, dans le powiat de Białystok. 